# Missbrauch von Titeln, Berufsbezeichnungen und Abzeichen
Der Missbrauch von Titeln, Berufsbezeichnungen und Abzeichen ist in Deutschland ein Vergehen gemäß § 132a StGB. Demnach ist es insbesondere strafbar, unbefugt inländische oder ausländische Amts- oder Dienstbezeichnungen, akademische Grade sowie bestimmte Berufsbezeichnungen zu führen.
Geschütztes Rechtsgut ist der Schutz der Allgemeinheit vor dem Auftreten von Personen, die sich durch den unbefugten Gebrauch von Bezeichnungen den Schein besonderer Funktionen, Fähigkeiten und Vertrauenswürdigkeit geben (BGH 31, 62; 36, 277). Der Täter gibt Garantien in die Qualität, Lauterkeit und Vorhersehbarkeit von Verhalten oder Leistungen in bestimmten sozialen Funktionen vor, die er nicht besitzt. Strafrechtlich handelt es sich um ein abstraktes Gefährdungsdelikt im Vorfeld insbesondere von Täuschungsdelikten, wobei es auch Elemente des Ehren- und Staatsschutzes enthält.
Nicht geschützt sind bloße Funktionsbezeichnungen wie Abteilungsleiter, Sachbearbeiter, Dozent oder Berufsbezeichnungen wie beispielsweise Polizeibeamter oder Ingenieur. Berufsbezeichnungen können jedoch in anderen Gesetzen geschützt sein.

## Tatbestand
Strafbar macht sich (§ 132a StGB), wer unbefugt:
- inländische oder ausländische akademische Grade und Titel oder öffentliche Würden führt beziehungsweise trägt oder
- inländische oder ausländische Amts- oder Dienstbezeichnungen, die Berufsbezeichnung Arzt, Zahnarzt, (Psychologischer) Psychotherapeut, Kinder- und Jugendlichenpsychotherapeut, Tierarzt, Apotheker, Rechtsanwalt, Patentanwalt,  Wirtschaftsprüfer, vereidigter Buchprüfer, Steuerberater oder Steuerbevollmächtigter oder die Bezeichnung öffentlich bestellter und vereidigter Sachverständiger führt oder
- inländische oder ausländische Uniformen, Amtskleidungen trägt oder Amtsabzeichen führt oder
- auch nur solche Bezeichnungen, akademische Grade, Titel, Würden, Uniformen, Amtskleidungen oder Amtsabzeichen führt oder trägt, die den Originalen zum Verwechseln ähnlich sind.

Amtsbezeichnungen, Titel, Würden, Amtskleidungen und Amtsabzeichen der Kirchen und anderer Religionsgemeinschaften des öffentlichen Rechts (vgl. Körperschaftsstatus) werden ebenfalls von dem Tatbestand erfasst (Abs. 3). Damit kommt die Bundesrepublik ihrer Verpflichtung aus Art. 10 des Reichskonkordats nach: „Der Gebrauch geistlicher Kleidung oder des Ordensgewandes durch Laien oder durch Geistliche oder Ordenspersonen, denen dieser Gebrauch durch die zuständige Kirchenbehörde durch endgültige, der Staatsbehörde amtlich bekanntgegebene Anordnung rechtskräftig verboten worden ist, unterliegt staatlicherseits den gleichen Strafen wie der Missbrauch der militärischen Uniform.“ Der Tatbestand geht darüber allerdings noch hinaus, indem einerseits auch Titel und Abzeichen geschützt sind, andererseits nicht nur die katholische Kirche, sondern auch alle anderen öffentlich-rechtlichen Religionsgemeinschaften von dem Schutz profitieren („klerikaler Titel“).
Neben Botschaftern mit diplomatischem Status (gemäß dem Wiener Übereinkommen über diplomatische Beziehungen) gibt es inzwischen auch Botschafter des Gewissens, der Unicef, der Abfalltrennung, der Kinderhilfe etc. Deren rechtliche Bewertung ist unklar.
Häufig entsteht ein Konflikt bei der Führung von akademischen Graden, die von einer Hochschule außerhalb der Europäischen Union vergeben wurden, da die titelführende Person eine Herkunftsangabe mit anführen muss. Geschieht dies nicht, liegt ein Missbrauch von Titeln vor. Das Gleiche gilt für die Führung der Amtsbezeichnung Professor, Gymnasialprofessor oder Direktor und Professor.
Von diesem Straftatbestand wird das Führen von Bezeichnungen von Kapitalgesellschaften (GmbH und AG) nicht erfasst.
Einschränkungen ergeben sich auch, wenn der Titel nur im privaten Bereich „geführt“ wird (z. B. privates Imponiergehabe). Auch nicht erfasst sind erkennbar ironische Bezeichnungen.

## Strafmaß
Der Strafrahmen ist Freiheitsstrafe bis zu einem Jahr oder Geldstrafe.

## Strafnebenfolgen
Gegenstände, auf die sich eine der oben genannten Straftaten bezieht, können eingezogen werden.

## Beispiele
- Das unbefugte öffentliche Tragen einer Polizeiuniform oder einer Uniform der Bundeswehr. Dies ist insbesondere zum Fasching problematisch, da grundsätzlich auch Kostüme unter diesen Tatbestand fallen, wenn Verwechslungsgefahr besteht.
- Eine Person gibt sich wahrheitswidrig als Botschafter, Arzt oder Amtsinspektor aus.
- Jemand führt unberechtigt einen Bachelor-, Diplom-, Master-, Magister-, Lizentiaten- oder Doktorgrad.
- Man trägt einen Talar, ein Beffchen, ein Birett oder eine Uniform des Deutschen Roten Kreuzes in der Öffentlichkeit (Tateinheit mit § 125 OWiG).

## Geschichte
Der § 132a StGB wurde 1935 eingeführt. Vorher wurden entsprechende Handlungen als Übertretung in § 360 Abs. 1 Nr. 8 StGB i. V. m. § 18 StGB mit Haft bis zu sechs Wochen oder Geldstrafe bis zu 150 Reichsmark bedroht.